# 670年代
670年代（ろっぴゃくななじゅうねんだい）は、西暦（ユリウス暦）670年から679年までの10年間を指す十年紀。

## できごと

### 670年
- 全国的に戸籍をつくる。（庚午年籍）
- 670年頃 - 南スマトラにシュリービジャヤ王国が興る。

### 671年
- 新羅と唐が対立する（唐・新羅戦争）。

### 672年
- 天智天皇没する。壬申の乱で天武天皇即位。朝廷を飛鳥浄御原宮（きよみがはら）に遷す。

### 673年
- イスラム帝国海軍、東ローマ帝国の首都コンスタンティノポリスを678年まで毎年包囲。

### 676年
- 新羅が朝鮮半島を統一。